# Xylobium pallidiflorum
Xylobium pallidiflorum é uma espécie de planta do gênero Xylobium e da família Orchidaceae.  É encontrada no Brasil.
Xylobium pallidiflorum foi descrito por Hook em 1828 como Maxillaria pallidiflora através de coleta de L. Guilding s.n., sem localidade ou data especificada, que floresceu em cultivo no jardim botânico de Glasgow. Posteriormente, foi transferida para o gênero Xylobium por G. Nicholson em 1887.
Xylobium pallidiflorum pode ser reconhecido pelo pseudobulbo oblongo e bastante alongado, característica que compartilha com Xylobium elongatum (Lindl. & Paxt.) Hemsl., espécie não registrada em território brasileiro. 

## Taxonomia
A espécie foi descrita em 1887 por George Nicholson. 
Os seguintes sinônimos já foram catalogados:  
- Maxillaria stenobulbon  Klotzsch
- Onkeripus pallidus  Raf.
- Xylobium gracile  Schltr.
- Xylobium latifolium  Schltr.
- Xylobium squalens gracile  (Schltr.) C.Schweinf.
- Colax pallidiflorus  (Hook.) A.Spreng.
- Maxillaria pallidiflora  Hook.

## Forma de vida
É uma espécie epífita e herbácea. 

## Descrição
Planta epífita. Pseudobulbo oblongo e alongado, levemente arqueado. Ela tem folhas oblongas a elíptico-lanceoladas, ápice obtuso a levemente agudo. Inflorescências paucifloras, geralmente com uma inflorescência. Sépalas amarelas a esverdeadas; a dorsal oblonga a lanceolada, ápice agudo; as laterais semelhantes a dorsal. Pétalas amarelas a esverdeadas, oblongas, ápice agudo. Possui labelo branco; levemente trilobado, lobo mediano oblongo, disco com 3-5 calos longitudinais; lobos laterais arredondados. Coluna branca, arqueada. 
| Raiz           | Raiz       |
| -------------- | ---------- |
| fasciculada    | presente   |
| Caule          |            |
| pseudobulbo    | presente   |
| Folha          |            |
| folha          | 1/2        |
| Inflorescência |            |
| tipo           | pauciflora |
| Flor           |            |
| labelo         | trilobado  |
| Fruto          |            |
| tipo           | cápsula    |

## Conservação
A espécie faz parte da Lista Vermelha das espécies ameaçadas do estado do Espírito Santo, no sudeste do Brasil. A lista foi publicada em 13 de junho de 2005 por intermédio do decreto estadual nº 1.499-R. 

## Distribuição
A espécie é encontrada nos estados brasileiros de Bahia, Espírito Santo, Minas Gerais e Mato Grosso. 
Em termos ecológicos, é encontrada nos  domínios fitogeográficos de Cerrado e Mata Atlântica, em regiões com vegetação de mata ciliar e floresta ombrófila pluvial.